# Compsothespis kilwana
Compsothespis kilwana är en bönsyrseart som beskrevs av Giglio-tos 1913. Compsothespis kilwana ingår i släktet Compsothespis och familjen Amorphoscelidae. Inga underarter finns listade i Catalogue of Life.